# Conothamnus neglectus
Conothamnus neglectus är en myrtenväxtart som beskrevs av Friedrich Ludwig Diels. Conothamnus neglectus ingår i släktet Conothamnus och familjen myrtenväxter. Inga underarter finns listade i Catalogue of Life.